# 김필수 (희극인)
《김필수》는 같은 희극인이다.

## 출연작

### 방송
- 《웃찾사 시즌 1》 (SBS)
- 《코미디빅리그》 (tvN)
  - 〈비스티 토이즈〉
  - 〈죽지 않아〉
  - 〈학교전설〉
  - 〈힙 to the 합〉
  - 〈개인주의〉(2015년 1쿼터)
  - 〈멸망 10분전〉
  - 〈국제시장 7080〉 양배차의 아빠 역
- 《개그투나잇》 (SBS)
- 《켠김에 왕까지》 (온게임넷)
- 《푸른거탑》 (tvN)
- 《여왕의 꽃》 (MBC)
- 《여유만만》 (KBS2)
- 《체험 삶의 현장》 (KBS1)
- 《방귀대장 뿡뿡이》 (EBS) - 탐탐이 역
- 《갤럭시 안전 프로젝트》 (EBS)
- 생방송 판다다 (EBS)
- 생방송 우리집 유치원, 2020 딩동댕 유치원 (EBS) - 떼구리 역
- 2022 딩동댕 유치원 (EBS) - 댕구 역

### 뮤직비디오
- 쿨 - 오늘 하루

## 수상
- 2003년 SBS 개그 콘테스트 금상

## 같이 보기
- 김필수의 미니홈피 - 싸이월드